# 사기꾼들 (텔레비전 프로그램)
《사기꾼들》는 JTBC의 프로그램이다. 교묘한 사기꾼들의 사기 수법과 그 수법에 당하지 않을 예방법을 공개하는 프로그램이다.

## 방송 시간
- 2012년 11월 5일 ~ 2013년 3월 12일 : 매주 화요일 저녁 7시 10분